# Doraemon: Nobita no parallel Saiyūki
Doraemon: Nobita no parallel Saiyūki (ドラえもん のび太のパラレル西遊記?, Doraemon - Nobita no parareru Saiyūki, lett. Doraemon - Il viaggio nell'ovest parallelo di Nobita) è un film d'animazione del 1988 diretto da Tsutomu Shibayama.
È il nono film, del genere d'animazione ɡiapponese per bambini (Kodomo), tratto dalla serie Doraemon di Fujiko Fujio.

## Trama
Nobita cerca di dimostrare che il Re Scimmia esiste, e così va, insieme agli altri, al tempo in cui Sanzo iniziò il suo pellegrinaggio. Doraemon utilizza una console per videogiochi virtuali e lascia che Nobita giochi a "Saiyūki" per dargli i vestiti che il Re Scimmia indossa; Nobita è, però, confuso sul fatto se esiste o no il Re Scimmia. Intanto, Nobita ed i suoi amici finiscono di giocare al videogioco senza aver affrontato eventuali demoni, ma, più tardi, scoprono un mondo governato da demoni burberi. Il problema è che Doraemon ha lasciato la console del gioco aperta nel passato senza chiuderla e demoni cominciano così ad apparire e a invadere il mondo. Doraemon e gli altri hanno il compito di sconfiggere e far tornare nel passato quei demoni.

## Colonna sonora

### Sigle
| Giappone | Giappone                            | Giappone                  | Giappone |
| Tipo     | Titolo                              | Cantante                  |          |
| -------- | ----------------------------------- | ------------------------- | -------- |
| Opening  | Doraemon no uta (ドラえもんのうた?) | Kumiko Ōsugi              |          |
| Ending   | Kimi ga iru kara (友達だから?)      | Mitsuko Horie, Kōrogi '73 |          |

## Distribuzione
Il film è stato proiettato per la prima volta nelle sale cinematografiche giapponesi il 12 marzo 1988.